# Hervenogi Unzola
Hervenogi Unzola (1992. május 3. –) német labdarúgó, a Rot-Weiß Essen hátvédje.

## Klubcsapatban
A 2007–08-as szezonban voltak első komolyabb mérkőzései, ekkor a Bayer 04 Leverkusen U17-es csapatában szerepelt 6 találkozón. A következő idényben már 13 mérkőzésen szerepelt, gólt nem szerzett. 2009-ben szerződtette az FC Viktoria Köln. Itt fél év alatt csapata mind a 13 mérkőzésén pályára lépett, két gólt is szerzett. A téli átigazolási időszakban lecsapott rá a Borussia Dortmund, mely U19-es csapatában további 10 találkozón léphetett pályára, egy gólt szerzett pont előző csapata, a Viktoria Köln ellen. A 2010–11-es idényben bemutatkozhatott a negyedosztályú Regionalliga Westben; a Borussia Mönchengladbach II ellen 2–1-re elveszített mérkőzés 61. percében állt be. A következő szezont már végig a tartalékoknál töltötte, 15 mérkőzésen lépett pályára, 1 gólt szerzett. Mivel megnyerték a bajnokságot, a következő szezont a harmadosztályban kezdhették.
A 2012–13-as szezon volt Unzola első harmadosztályú szezonja. Igen kevés játéklehetőséghez jutott, csak október 20-án, a Darmstadt ellen 2–1-re megnyert találkozón mutatkozott be, a 72. percben állt be Admir Terzić helyére. Az idényben mindössze 120 perc lehetőséget kapott, így a következő szezonra csapatot váltott: a negyedosztályú Sportfreunde Lotte szerződtette, ahol viszont még kevesebb lehetőséghez jutott, igaz, sérüléssel is küszködött. A 2014–15-ös idényre is maradt a negyedosztályban: az SC Verl igazolta le. Első idényében 17, második szezonjában 32 bajnokin jutott szóhoz. A 2016–17-es szezonban is alapember volt, de szezon végén lejáró szerződését nem hosszabbította meg, és a bajnokságon belül váltott csapatot: a Rot-Weiß Essen szerződtette.

## Válogatottban
A német U18-as labdarúgó-válogatottban 2009. december 14-én mutatkozott be Magyarország ellen, a 6–3-ra megnyert összecsapást végigjátszotta. Összesen 7 barátságos mérkőzésen kapott lehetőséget.

## Magánélete
Öccse, Delord Unzola szintén labdarúgó. Rendelkezik a Kongói Demokratikus Köztársaság állampolgárságával is.